# 何文極
何文極（1542年—？），字美中，雲南大理府太和縣人，民籍，明朝政治人物。

## 生平
嘉靖三十四年（1555年）乙卯科雲南鄉試第十名，萬曆五年（1577年）丁丑科會試第一百三十八名，登三甲第一百八十八名進士。授江陵縣知縣，調鉅鹿縣知縣。官至南京户部山東司郎中。

## 家族
曾祖何祿；祖父何瑞；父何清，曾任典史。母李氏。永感下。